# Cantón de San Isidro
San Isidro es el cantón número 6 de la provincia de Heredia, Costa Rica. Forma parte de la Gran Área Metropolitana. Se encuentra ubicado 8 km al este de la ciudad de Heredia. Posee una superficie territorial de 26.96 km² y está dividido en 4 distritos. Limita al norte con los cantones de Vázquez de Coronado y Moravia, al este con Moravia, al sur con Santo Domingo y al oeste con San Rafael y San Pablo. Fue fundado el 13 de julio de 1905. Su cabecera es San Isidro.
La economía del cantón se basa principalmente en las actividades agropecuarias como los cultivos de café y hortalizas, así como la ganadería de leche. El cantón es rico en mantos acuíferos. "Saca de agua" es el nombre como se le denominaba en tiempos coloniales. Aún hoy sigue siendo una verdadera saca de agua pues, sus mantos acuíferos subterráneos brindan agua a sus vecinos, incluso a varios sectores de la ciudad de San José. Al norte de la región se localizan parcialmente, el parque nacional Braulio Carrillo y la Reserva Forestal Cordillera Volcánica Central.
En tiempos prehispánicos, San Isidro fue la tierra del rey huetar Yorustí. El cantón se distingue por su iglesia de estilo neogótico, la cual es patrimonio histórico-arquitectónico de Costa Rica. Cuenta con la particularidad de que a lo lejos se ve como "empotrada" en la Cordillera Volcánica Central, en la cercanía del cerro Zurquí.

## Historia
En  la época precolombina su territorio estaba comprendido en el área ocupada por el grupo étnico Huetar, específicamente el cacicazgo de Toyopán, que perteneció al Reino Huetar de Occidente. En los entierros hallados en la población se han encontrado numerosos objetos de cerámica, ídolos esculpidos en piedra (arte en que sobresalían los huetares), uno de los cuales, de considerable tamaño, se encuentra en el Municipio.
El hallazgo arqueológico de mayor importancia científica y artística lo constituye una gran mesa (metate) ceremonial, esculpida en piedra, que representa el "mito antropogénico". Estos altares monolíticos eran usados en las grandes celebraciones agrícola - religiosas y sólo se han encontrado dos ejemplares en el país: el de San Rafael de Coronado y el de San Isidro de Heredia, que fue exhumado en 1932 y pertenece al profesor Jorge A. Lines.
De la época de la conquista no se tienen datos sobre la región y los del tiempo de la República, se pueden resumir así:
Al extenderse la población de  la meseta, San Isidro. con tierras descansadas, bien regadas y excelente clima, pronto se vio ocupado por cultivos de trigo, pastos, maíz, arvejas y verduras.
Las referencias obtenidas indican que los primeros pobladores de San Francisco y el centro fueron pableños y que al hoy distrito de San José llegaron los anteriores vecinos de Santo Domingo.
Años después el cultivo del café que introdujera al país don Tomás de Acosta allá por 1808 y del que fuera tan entusiasta impulsor el Padre Felix Velarde encontrando en esta zona suelo y clima apropiados, entusiasmó a sus pobladores y pronto los cafetales desplazan al potrero la milpa y el trigal y el poblado empieza a tener importancia económica y social.
Sus habitantes empiezan a sentir la necesidad de concentrarse y de ir dándole fisonomía al caserío. Como buenos ciudadanos y fervientes católicos, piensan en construir por su cuenta una ermita, un panteón y en formalizar el poblado. Así lo gestionan y en 1853 ya habían obtenido licencia para iniciar tan importantes obras.
Aunque hay consignadas opiniones al contrario, el testimonio  de los vecinos de edad más respetable del cantón, asegura que dos fueron los lugares que contaban con mayores posibilidades para hacer en ellos el trazado de la nueva población, El Volador y el que actualmente ocupa la cabecera cantonal.
El primero tenía a su favor una mayor extensión de tierras planas y suelos más fértiles. El segundo ofrecía un ligero declive que facilitaba la eliminación de las aguas de lluvia, favorecía el saneamiento y proporcionaba mayores comodidades para el abastecimiento de agua (Río Tibás).
Escogido este último lugar, el 1° de agosto de 1861 se demarcó en terrenos de Lucas García y de José Manuel Villalobos el lugar para la ermita y el poblado.
Paralelo a ese movimiento por el mejoramiento material va el deseo del cultivo espiritual y tres años después ya se cita un maestro de primeras letras.
El poblado empieza a sentirse mayor y ya no quieren pertenecer en lo civil al distrito central y el 1° de agosto de 1865 solicitan se les anexe al de San Pablo, que les ofrecía mayores ventajas en cuanto a distancia.
El crecimiento sigue y en 1866 aparecen asentadas las primeras partidas de bautismo y la aldea se erige en Filial de la parroquia de Heredia.
Pasan los años y la ermita ya no responde a los anhelos de aquel puñado de progresistas agricultores. Se proyecta  la construcción del hermoso templo actual y ahí por el año 1895 se demuele la ermita y se empieza la  edificación. Para que prestara temporalmente sus servicios se levantó una modesta construcción en la esquina N. E. de la manzana del templo.
Hechos los planos por el Ing. Lesmes Jiménez (estos planos fueron revisados y corregidos por el Ing. don Manuel Benavides desde Europa, donde estudiaba, pero según parece no se siguieron todas las indicaciones que hiciera), bajo su dirección y la del maestro de obras, que lo fue don Nicolás Hernández (Rana), se inicia la edificación del citado templo en el año 1895. Parece que en 1900 ya estaban levantadas todas sus paredes y  la fachada.
El 27 de junio de 1905 la Comisión de Gobernación del Congreso, compuesta por los señores J. Carranza, Gregorio Martín y Juan Vega, creó el cantón de San Isidro.
Con gran entusiasmo de parte del pueblo y de sus dirigentes, y contando con el decidido apoyo del progresista Gobierno que preside don Ascensión Esquivel, inicia el cantón su vida propia.
Pero un pueblo pequeño en extensión, con reducido número de habitantes (2.346 en 1905), mal comunicado, con presupuestos reducidos, no puede avanzar al mismo ritmo que lo hacen otros pueblos del país.
En consecuencia, al revisar los documentos históricos no se encuentran, en los primeros años, obras o hechos dignos de especial mención.
También es bueno anotar que poco a poco el café, que constituye acaso  la principal fuente de ingresos de los isidreños, fue pasando a manos de firmas de mayores recursos económicos. Hoy día más de una tercera parte de esos cultivos no pertenecen a isidreños y los descendientes de pequeños finqueros han pasado a jornaleros, con el consiguiente empobrecimiento del cantón.
No obstante esas dificultades, el pueblo trató de ir surgiendo dentro del estrecho marco que esos factores condicionan y sigue trabajando por terminar su bello templo. Pero  la hermosa cúpula no resistió  la embestida de los fuertes vientos del verano y fue necesario proceder a su demolición. Este trabajo se hizo  muy a tiempo; estaba recién terminado cuando sobrevino el terremoto de Cartago (13 de abril de 1910) que acaso hubiese hecho que esa cúpula en mal estado causara grandes daños al resto del templo.
En 1911 se construye el puente de armadura metálica que facilita la salida al distrito de San José.
Se levanta luego la anterior casa cural y se acondiciona mejor el edificio escolar.
Años después se mejora el cuadrante y se precede a arreglar sus calles, así como el camino que lo une a Heredia. Las empinadas cuestas y los fuertes aguaceros, destruyen año con año esos caminos, el transporte es caro y difícil, constituyendo esta circunstancia un pesado lastre que dificulta el progreso material y cultural del pueblo. Son pocas las familias que pueden darse el lujo de educar un hijo o son muchos los trabajos que tienen que pasar los que, deseando hacerlo, carecen de recursos económicos. Esos factores explican los bajos índices culturales que luego encontraremos en los cuadros resúmenes del censo de 1950.
Por otra parte, no es aventurado pensar que buena parte de las familias de espíritu más inquieto y con mayor deseo de progreso emigraron, contándose entre los que se quedaron un buen grupo de resignados, de los conformes, o por lo menos de los conservadores y si estos hechos pueden, de acuerdo con cierto criterio, haber preservado ciertas costumbres sanas y ciertas normas morales, no es menos cierto que el cantón, en líneas generales, ha sufrido un estancamiento en relación con el crecimiento provincial y nacional.
Paulatinamente, gracias a las inquietudes de los distintos municipios y el aporte módico de los Gobiernos, las vías de comunicación se mejoran. se asfalta parcialmente la carretera a Heredia, se modernizan las construcciones y surge un cambio total en el pueblo.

### Apuntes históricos
Del período posterior a la llegada de los españoles hasta principios del siglo XIX no se tiene documentación alguna.
En un Acta de la Municipalidad de Heredia, de 10 de enero de 1848, aparece por primera vez mencionado el nombre de San Isidro, que por ese tiempo era un paraje de escasa población que en su mayor parte era montaña, perteneciente al distrito de San Pablo.
En 1852 vecinos de los barrios de Santo Domingo, San Pablo y San Rafael, aparecen denunciando terrenos en el sitio llamado Común de Tibás; que posteriormente dio origen al centro de población de San Isidro. Al año siguiente varias familias se establecieron en las cuencas de los ríos Tibás y Tures; las cuales ante la distancia que separaba el incipiente poblado de la ciudad de Heredia y el mal estado del camino, principalmente en la estación lluviosa, así como el no existir una ermita en el lugar, motivó a los vecinos a solicitar autorización para erigir una en el sitio, y a la vez construir un cementerio
La Municipalidad de Heredia, otorgó permiso a los habitantes de San Isidro para edificar una ermita, dedicada al culto de San Isidro, y la construcción del cementerio; lugares que quedaron pendientes de escogerse, dependiendo del sitio más poblado y con abundante agua para establecer el nuevo asentamiento. Fue así como el 1° de agosto de 1861, en lo que hoy es la ciudad de San Isidro se demarcó en los terrenos de don Lucas García y don José María Villalobos, el lugar para el poblado y la ermita.
En la demarcación de los distritos parroquiales de la provincia de Heredia, publicada en la Gaceta Oficial el 30 de diciembre de 1862, San Isidro junto con San Pablo aparecen como tercero del cantón Heredia.
En 1861 se construyó la ermita, la cual fue bendecida el 14 de abril de 1863. Durante el episcopado de Monseñor don Joaquín Anselmo Llorente y Lafuente, primer Obispo de Costa Rica, en el año de 1870 se erigió la parroquia, dedicada a San Isidro Labrador; la cual actualmente es sufragánea de la arquidiócesis de San José, de la provincia eclesiástica de Costa Rica. La primera piedra de la iglesia actual, construida de ladrillo, de una arquitectura de estilo gótico, la colocó monseñor Ricardo Casa Nova, Arzobispo de Guatemala, el 15 de mayo de 1894.
En 1864 se inauguró una escuela de primeras letras; en una casa particular se improvisó la primera aula. El 25 de diciembre de 1876 se inauguró el edificio escolar de adobe y techo de paja, construido por iniciativa del presbítero don Esteban Chaverri, con la ayuda del pueblo; el cual albergó a la población estudiantil hasta 1928; año en que se inauguró la actual escuela, edificada en la segunda administración de don Ricardo Jiménez Oreamuno; la cual fue bautizada en 1977, con el nombre de José Martí. El Liceo San Isidro inició sus actividades educativas en 1973, en el edificio de la escuela, durante el segundo gobierno de don José Figueres Ferrer.
La oficina de telégrafos empezó a funcionar en 1887, en la administración de don Bernardo Soto Alfaro.
En el gobierno de don Ascensión Esquivel Ibarra, según ley n.º 40 de 13 de julio de 1905, se le otorgó el título de Villa a la población de San Isidro, cabecera del cantón creado en esa oportunidad. Posteriormente en ley n.º 4574 de 4 de mayo de 1970, se promulgó el Código municipal, que en su artículo 3°, le confirió a la villa la categoría de ciudad, por ser cabecera de cantón.
El primer Concejo de San Isidro, sesionó el 15 de septiembre de 1905, integrado por los regidores, señores Rafael Vega Chacón, Presidente; Fulgencio Villalobos Villalobos, Vicepresidente, y Ciriaco Carballo Hernández. El secretario municipal fue Manuel Díaz López y el jefe político Simón Gabar
En 1952 en la administración de don Otilio Ulate Blanco, la principal vía de comunicación con ciudad Heredia fue asfaltada, al igual que las calles del cuadrante urbano de la actual ciudad de San Isidro.
Mediante la Ley 4574 del 4 de mayo de 1970 la villa de San Isidro adquiere el título de ciudad, según artículo 3 del Código municipal.

## Generalidades

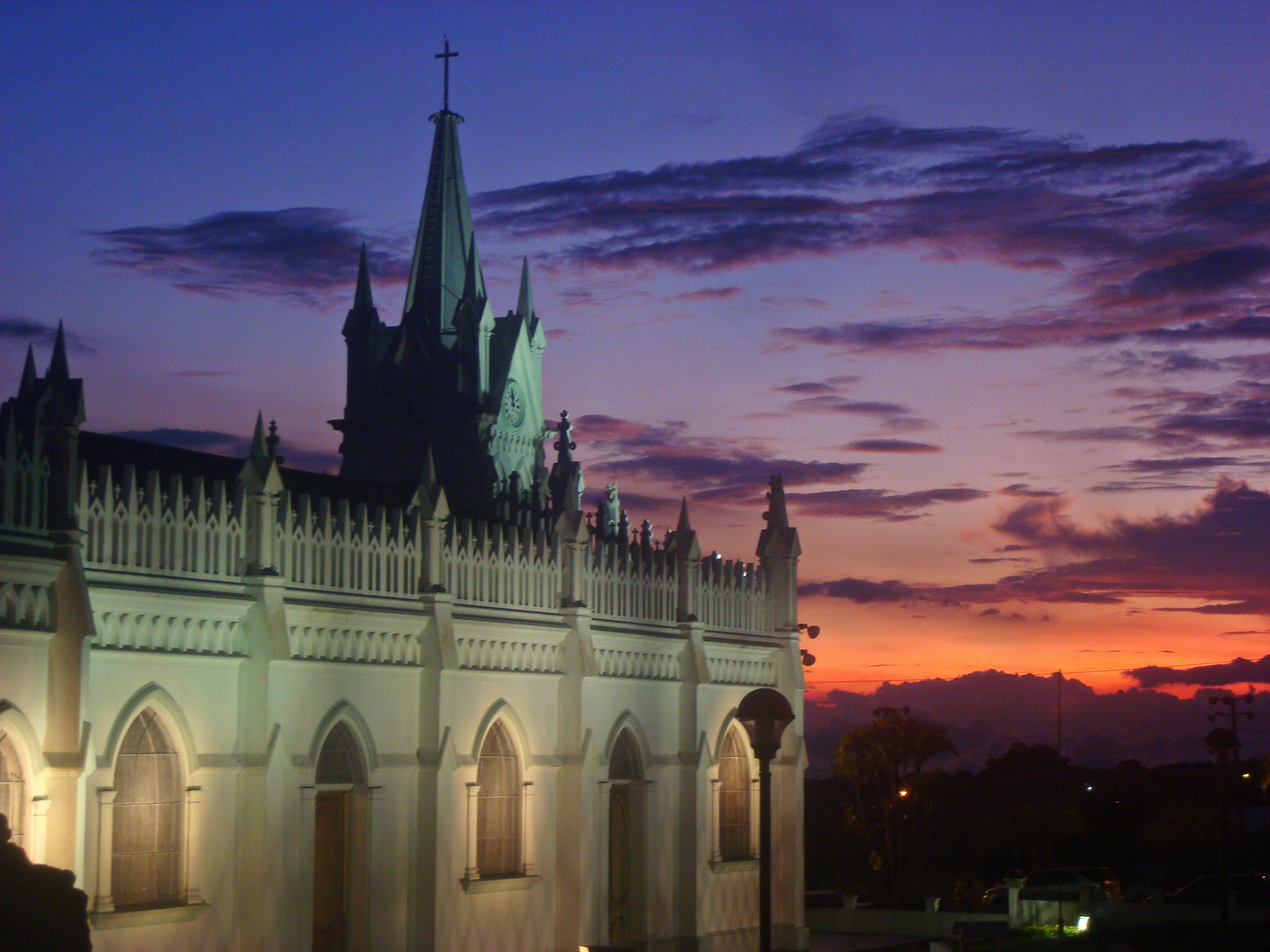
Templo parroquial de San Isidro de Heredia

San Isidro es el sexto cantón de la provincia de Heredia, ubicado a 8 kilómetros al noreste de la ciudad de Heredia. Limita al norte con el cantón de Heredia (distrito Vara Blanca), al este con los cantones de Vázquez de Coronado y Moravia (ambos en la provincia de San José), al sur con el cantón de Santo Domingo, al suroeste con el cantón de San Pablo y al oeste con el cantón de San Rafael. Se encuentra a 1.360 metros sobre el nivel del mar, con una superficie total de 26,96 km². y temperaturas que oscilan entre los 15 °C y los 25 °C según la altitud.
"Saca de agua" es el nombre como se le denominaba en tiempos coloniales. Aún hoy sigue siendo una verdadera saca de agua pues, sus mantos acuíferos subterráneos brindan agua a sus vecinos, incluso a varios sectores de la ciudad de San José. Autoridades eclesiásticas (mediante una rifa según un decir popular) le dieron el nombre del santo patrono de Madrid, España.
Esta fue la tierra del jefe indio el cacique Yorustí. La iglesia de la localidad se ve como "empotrada" en la Cordillera Volcánica Central, en la cercanía del cerro Zurquí.
En el año de 1866 aparecen asentadas las primeras partidas de bautismo en San Isidro y la aldea se erige en Filial de la parroquia de Heredia. Pasan los años y la ermita ya no responde a los anhelos de aquel puñado de progresistas agricultores. Se proyecta la construcción del hermoso templo actual y ahí por el año 1895 se demuele la ermita y se empieza la edificación. Para que prestara temporalmente sus servicios se levantó una modesta construcción en la esquina N. E. de la manzana del templo.

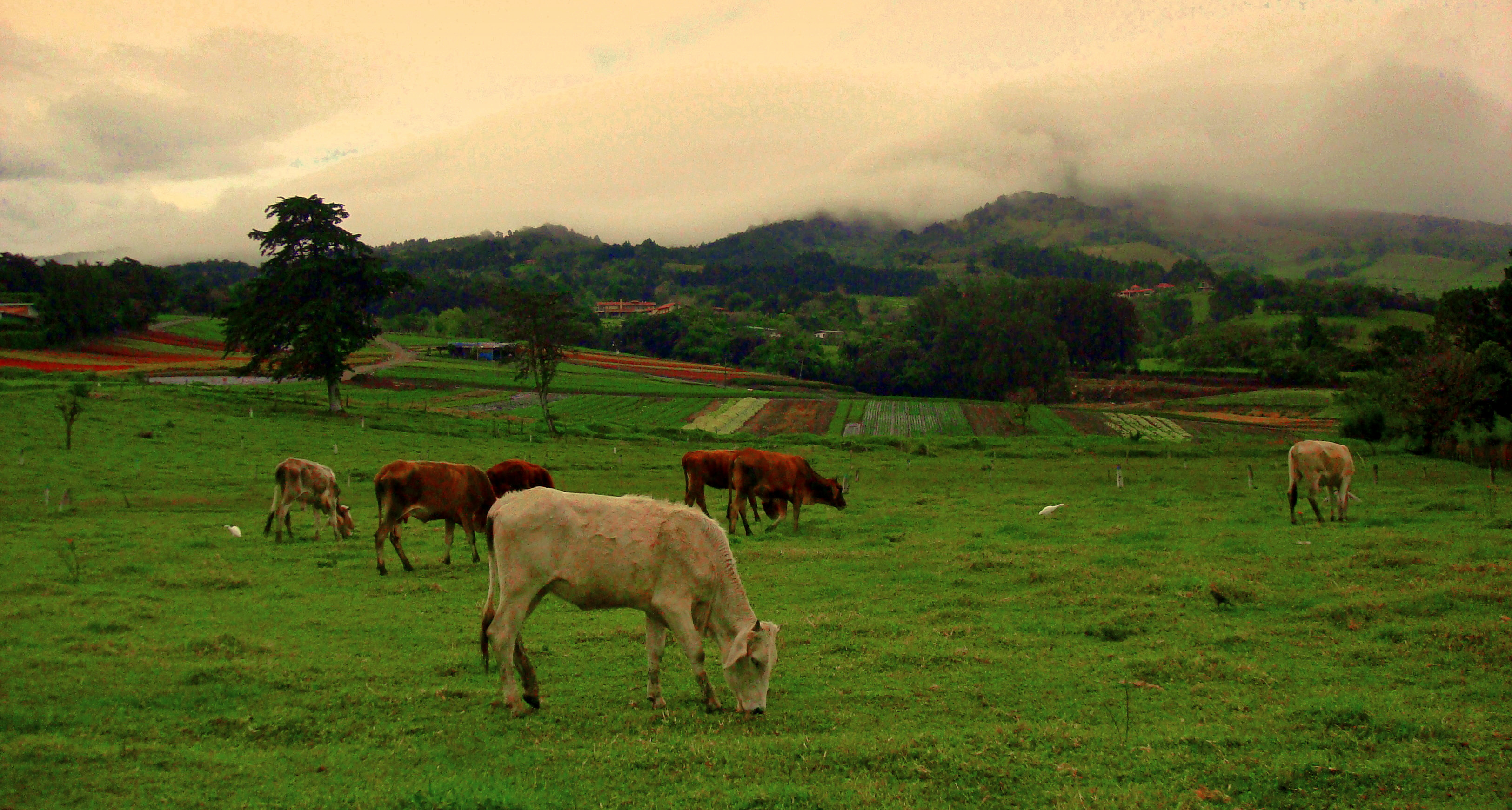
Paisaje en Santa Elena de San Isidro de Heredia

Hechos los planos por el Ing. Lesmes Jiménez (estos planos fueron revisados y corregidos por el Ing. don Manuel Benavides desde Europa, donde estudiaba, pero según parece no se siguieron todas las indicaciones que hiciera), bajo su dirección y la del maestro de obras, que lo fue don Nicolás Hernández (Rana), se inicia la edificación del citado templo en el año 1895. Parece que en 1900 ya estaban levantadas todas sus paredes y la fachada.
El 13 de julio de 1905, el Gobierno Central de la República de Costa Rica decreta la formación de un nuevo cantón, el sexto de la provincia de Heredia. En un principio el cantón fue creado con 3 distritos pero en la actualidad cuenta con 4: San Isidro, San José, Concepción y San Francisco (este último fue el más reciente en crearse).

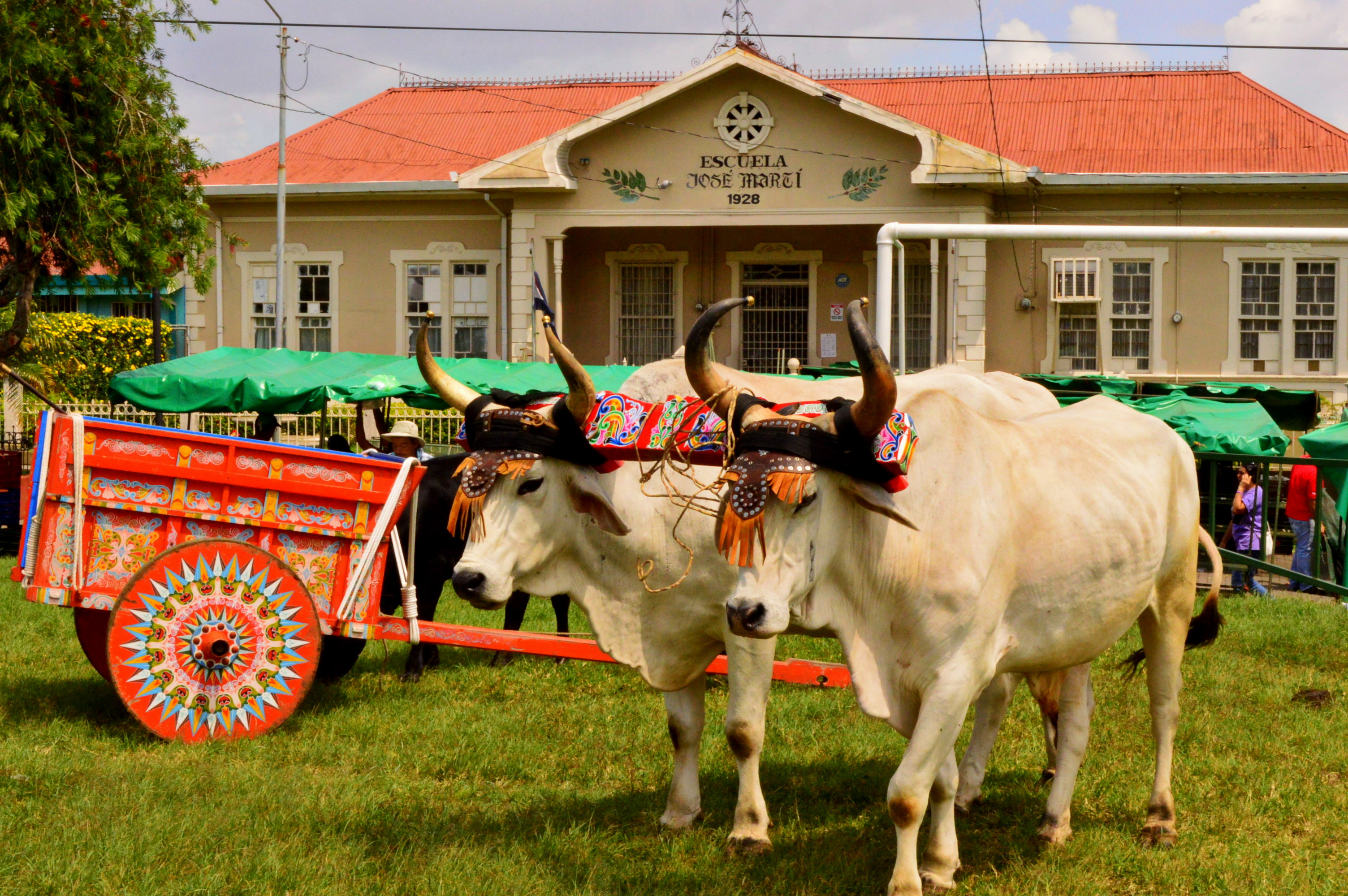
Desfile de boyeros en San Isidro de Heredia

La cabecera del cantón es la ciudad de San Isidro ubicada a 1.360 m s. n. m.; la cabecera del distrito San José es la comunidad de San Josecito ubicado a 1.330 m s. n. m. que cuenta con los barrios de Santa Cruz y Santa Elena. El distrito Concepción es el que cuenta con las mayores elevaciones, la cabecera de distrito de ubica a 1.390 m s. n. m. y se extiende hasta las alturas de los Cerros Tibás, Turú, Caricias y Zurquí (todos superando los 2.000 m s. n. m.); en este distrito se encuentra la comunidad de Santa Cecilia cocido por muchos como "La Cazuela" por estar en un pequeño valle. El distrito más reciente es San Francisco cuya cabecera de mismo nombre, también conocida como La Saca es la más cercana a la ciudad de Heredia.
La ruta 32 que conecta el Valle Central con la región del Caribe costarricense desde 1987 atraviesa gran parte del cantón de San Isidro lo cual permitió un mayor desarrollo del cantón desde entonces, así como una más rápida comunicación entre San Isidro y la ciudad de San José. Actualmente desde la ciudad de San Isidro existen servicios regulares de bus hacia las ciudades de Heredia y San José.
En este cantón aún se pueden observar varios cafetales siendo uno de los principales productos isidreños. En las zonas más altas se da la ganadería y la siembra de hortalizas; el tomate es un producto tradicional en cierta partes del cantón. Otra actividad que se desarrolla es la siembre de plantas ornamentales, principalmente en los distritos de San José y Concepción.
San Isidro ha sido famoso por sus desfiles de boyeros que suelen llevarse a cabo en las fiestas patronales en honor de san Isidro Labrador.

## Leyes y decretos de creación y modificaciones
- Resolución 13 de 28 de octubre de 1856 (límites del distrito Santo Domingo, colindante con San Isidro).
- Ley 40 de 13 de julio de 1905 (creación de este cantón y distritos, segregado de Heredia).
- Ley 17 de 15 de noviembre de 1910 (límites del distrito San Jerónimo de Moravia colindante con esta Unidad Administrativa).
- Ley 2789 de 18 de julio de 1961 (límites del cantón San Pablo colindante con este cantón).
- Ley 4574 de 4 de mayo de 1970 (la villa San Isidro adquiere título de ciudad, artículo 3 del Código municipal).
- Ley 7894 de 8 de julio de 1999 (creación del distrito San Francisco).

## Demografía
Para el año 2022, Cantón de San Isidro cuenta con una población estimada de 22 806 habitantes, y para el último censo efectuado, en 2011, Cantón de San Isidro contaba con una población de 20 633 habitantes.
De acuerdo al censo nacional del 2011, la población del cantón era de 20 633 habitantes, de los cuales, el 7,7 % nació en el extranjero. El mismo censo destaca que había 5807 viviendas ocupadas, de las cuales, el 76,6 % se encontraba en buen estado y había problemas de hacinamiento en el 2,4% de las viviendas. El 94,6% de sus habitantes vivían en áreas urbanas.
Entre otros datos, el nivel de alfabetismo del cantón es del 98,7%, con una escolaridad promedio de 9,7 años.
El mismo censo detalla que la población económicamente activa se distribuye de la siguiente manera:
- Sector Primario: 4,7%
- Sector Secundario: 18,1%
- Sector Terciario: 77,2%

Para el año 2012 presentaba un alto índice de desarrollo humano (0.863) según el Programa de las Naciones Unidas para el Desarrollo.
La densidad demográfica de la población del cantón es de 765, esto según datos del INEC para el año 2011.

## División administrativa
El cantón de San Isidro está dividido en cuatro distritos:
- San Isidro
- San José
- Concepción
- San Francisco

### Cartografía
- Hojas del mapa básico, 1:50.000 (IGNCR): Abra, Barva.
- Hojas del mapa básico, 1:10.000 (IGNCR): Pará, Santo Domingo, Turales, Uriche.

### Leyes y decretos de creación y modificaciones
- Resolución 13 de 28 de octubre de 1856 (Límites del distrito Santo Domingo, colindante con San Isidro).
- Ley 40 de 13 de julio de 1905 (Creación de este cantón y distritos, segregado de Heredia).
- Ley 17 de 15 de noviembre de 1910 (Límites del distrito San Jerónimo de Moravia colindante con esta Unidad Administrativa).
- Ley 2789 de 18 de julio de 1961 (Límites del cantón San Pablo colindante con este cantón).
- Ley 4574 de 4 de mayo de 1970 (La villa San Isidro adquiere título de ciudad, artículo 3 del Código municipal).
- Ley 7894 de 8 de julio de 1999 (Creación del distrito San Francisco).

## Geología
El cantón de San Isidro está constituido geológicamente por materiales de origen Volcánico, del período Cuaternario; siendo las rocas del Holoceno las que predominan en la Región.

## Geomorfología
EI cantón de San Isidro, forma parte de la unidad geomórfica de origen volcánico, la cual se divide en dos subunidades, denominadas Volcán Barva y Relleno Volcánico del Valle Central.

## Hidrografía
EI sistema fluvial del cantón de San Isidro, corresponde a la Vertiente del Pacífico, el cual pertenece a la cuenca del río Grande de Tárcoles.

## Deportes
En 1956 se funda el Deportivo Quesada que es toda una institución futbolística en San Isidro de Heredia. Con el correr de los años ha jugado en varias ocasiones en las terceras divisiones. Y una vez en 1981 logró el título con una categoría juvenil de ACOFA por la provincia de Heredia.
En el año 2008, ya como la A.D. Quesada de fútbol participa en la tercera división. Actualmente este club está disputando la liga de LINAFA, para subir a la Liga de Ascenso del fútbol de Costa Rica. Durante este año 2011 el club cumple sus 55 Aniversario de fundación.
Entre 1984 y 1986 la A.D. Tournón fue campeón y después de muchos años destacó en la Segunda B de ANAFA; obteniendo el título de monarca en la temporada 2000- 2001.
El Deportivo España de San Josecito fue el primer campeón provincial y también fueron figuras El Estrella Roja de Concepción y la A.D. Santa Cruz de San Josecito.
La Unión Deportiva San Francisco de San Isidro jugó el Campeonato de Segunda División B de Ascenso por COFA 1980, siendo el segundo representante del Fútbol Aficionado por la provincia de Heredia y aspirante a la segunda división de ACOFA 1981 y dos veces campeón provincial en 1987 y 1989. 